# Get Smart (film)
Get Smart er en amerikansk actionkomediefilm fra 2008 instrueret af Peter Segal og baseret på spionkomedieserien af samme navn fra 1960'erne af Mel Brooks og Buck Henry. Filmen har Steve Carell og Anne Hathaway i hovedrollerne. Desuden medvirker Alan Arkin, Dwayne Johnson og James Caan.

## Medvirkende
- Steve Carell
- Anne Hathaway
- Dwayne Johnson
- Alan Arkin
- Terence Stamp
- Masi Oka
- Nate Torrence
- Ken Davitian
- Terry Crews
- David Koechner
- James Caan
- Dalip Singh
- Bill Murray
- Patrick Warburton
- Kevin Nealon

## Ekstern henvisning
- Get Smart på Internet Movie Database (engelsk)
- Get Smart på Filmdatabasen
- Get Smart på Scope
- Get Smart i Svensk Filmdatabas (svensk)
- Get Smart på AlloCiné (fransk)
- Get Smart på MovieMeter (nederlandsk)
- Get Smart på AllMovie (engelsk)
- Get Smarts profil hos Encyclopædia Britannica Online (engelsk)
- Get Smart på Turner Classic Movies (engelsk)
- Get Smart på The Movie Database (engelsk)